# Varennes-Jarcy
Varennes-Jarcy és un municipi francès, situat al departament de l'Essonne i a la regió de Illa de França. L'any 2007 tenia 2.314 habitants.
Forma part del cantó d'Épinay-sous-Sénart, del districte d'Évry i de la Comunitat de comunes de l'Orée de la Brie.

## Demografia

### Població
El 2007 la població de fet de Varennes-Jarcy era de 2.314 persones. Hi havia 780 famílies, de les quals 106 eren unipersonals (59 homes vivint sols i 47 dones vivint soles), 243 parelles sense fills, 380 parelles amb fills i 51 famílies monoparentals amb fills.
La població ha evolucionat segons el següent gràfic:
Habitants censats

### Habitatges
El 2007 hi havia 864 habitatges, 801 eren l'habitatge principal de la família, 21 eren segones residències i 42 estaven desocupats. 757 eren cases i 102 eren apartaments. Dels 801 habitatges principals, 676 estaven ocupats pels seus propietaris, 109 estaven llogats i ocupats pels llogaters i 17 estaven cedits a títol gratuït; 13 tenien una cambra, 46 en tenien dues, 89 en tenien tres, 118 en tenien quatre i 536 en tenien cinc o més. 685 habitatges disposaven pel capbaix d'una plaça de pàrquing. A 257 habitatges hi havia un automòbil i a 510 n'hi havia dos o més.

### Piràmide de població
La piràmide de població per edats i sexe el 2009 era:
| Homes | Edats   | Dones |
| ----- | ------- | ----- |
| 0     | 95 o +  | 0     |
| 0     | 90 a 94 | 0     |
| 4     | 85 a 89 | 8     |
| 4     | 80 a 84 | 8     |
| 28    | 75 a 79 | 16    |
| 8     | 70 a 74 | 28    |
| 52    | 65 a 69 | 20    |
| 56    | 60 a 64 | 36    |
| 64    | 55 a 59 | 84    |
| 108   | 50 a 54 | 96    |
| 96    | 45 a 49 | 112   |
| 80    | 40 a 44 | 84    |
| 48    | 35 a 39 | 60    |
| 56    | 30 a 34 | 36    |
| 40    | 25 a 29 | 52    |
| 68    | 20 a 24 | 36    |
| 72    | 15 a 19 | 96    |
| 72    | 10 a 14 | 52    |
| 76    | 5 a 9   | 96    |
| 48    | 0 a 4   | 28    |

## Economia
El 2007 la població en edat de treballar era de 1.609 persones, 1.171 eren actives i 438 eren inactives. De les 1.171 persones actives 1.101 estaven ocupades (579 homes i 522 dones) i 69 estaven aturades (35 homes i 34 dones). De les 438 persones inactives 155 estaven jubilades, 189 estaven estudiant i 94 estaven classificades com a «altres inactius».

### Ingressos
El 2009 a Varennes-Jarcy hi havia 811 unitats fiscals que integraven 2.346,5 persones, la mediana anual d'ingressos fiscals per persona era de 29.300 €.

### Activitats econòmiques
Dels 145 establiments que hi havia el 2007, 3 eren d'empreses extractives, 2 d'empreses alimentàries, 1 d'una empresa de fabricació de material elèctric, 1 d'una empresa de fabricació d'elements pel transport, 10 d'empreses de fabricació d'altres productes industrials, 42 d'empreses de construcció, 18 d'empreses de comerç i reparació d'automòbils, 4 d'empreses de transport, 6 d'empreses d'hostatgeria i restauració, 7 d'empreses d'informació i comunicació, 6 d'empreses financeres, 8 d'empreses immobiliàries, 17 d'empreses de serveis, 14 d'entitats de l'administració pública i 6 d'empreses classificades com a «altres activitats de serveis».
Dels 50 establiments de servei als particulars que hi havia el 2009, 1 era un establiment de lloguer de cotxes, 10 paletes, 6 guixaires pintors, 5 fusteries, 7 lampisteries, 2 electricistes, 8 empreses de construcció, 1 perruqueria, 1 veterinari, 5 restaurants, 3 agències immobiliàries i 1 saló de bellesa.
Els 3 establiments comercials que hi havia el 2009 eren fleques.
L'any 2000 a Varennes-Jarcy hi havia 3 explotacions agrícoles.

## Equipaments sanitaris i escolars
El 2009 hi havia 1 hospital de tractaments de mitja durada (seguiment i rehabilitació) i 1 farmàcia.
El 2009 hi havia 1 escola maternal i 1 escola elemental.

## Poblacions més properes
El següent diagrama mostra les poblacions més properes.